# Gran distribución especializada
Se denomina gran distribución especializada a un establecimiento comercial de gran tamaño, especializado en una categoría de productos; también se conocen como «category killer».
Estos establecimientos basan su oferta en productos de una misma especialidad, ofreciendo un surtido de productos estrecho (limitado en el número de familias) y profundo (con gran amplitud de referencias dentro de las familias que ofrecen al usuario final).

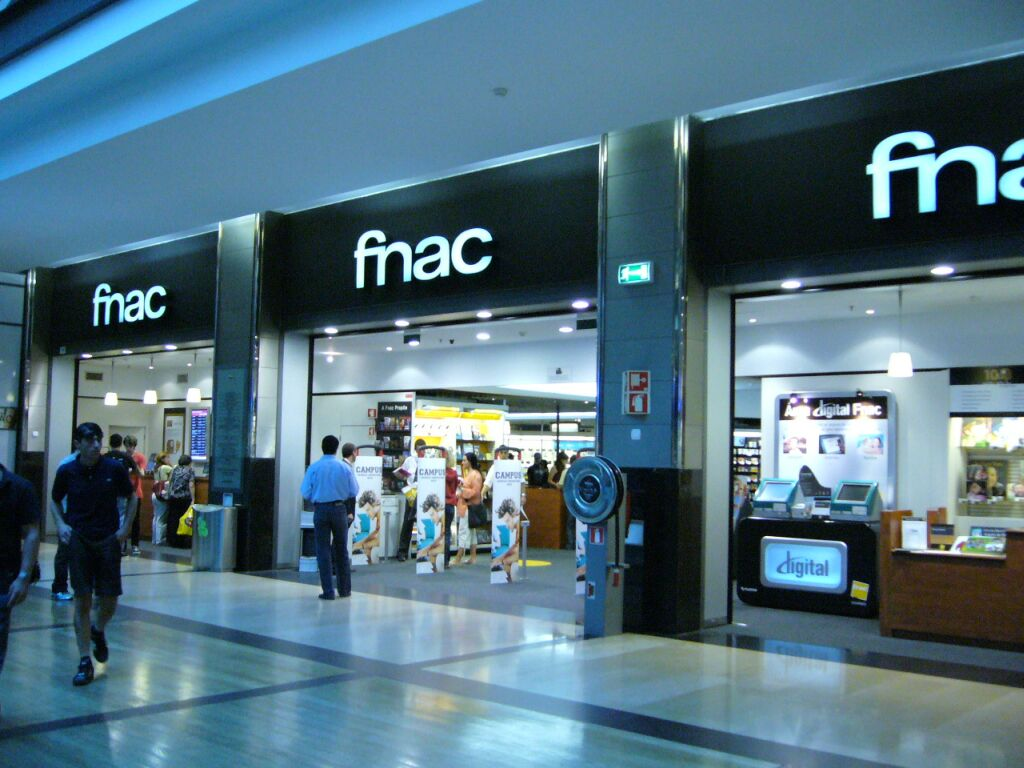
Ejemplo de «category killer» en Almada (Portugal).

Su ventaja competitiva es precisamente esta concentración: pueden jactarse de ser capaces de satisfacer cualquier solicitud por parte del cliente en el campo o categoría en que son especialistas. Una parte de los productos que ofrece pueden llevar su propia marca.
Los precios son muy competitivos y por eso se ha ganado el nombre de «asesino de su categoría». Este tipo de establecimiento está en pleno auge y su evolución pasa por ampliar los servicios al cliente (facilidades de pago, tarjeta de fidelización...)
Están situados tanto en las afueras de las ciudades como en el centro, muchas veces encuadrados en centros comerciales. Generalmente utilizan la fórmula de libre servicio.